# 東礁

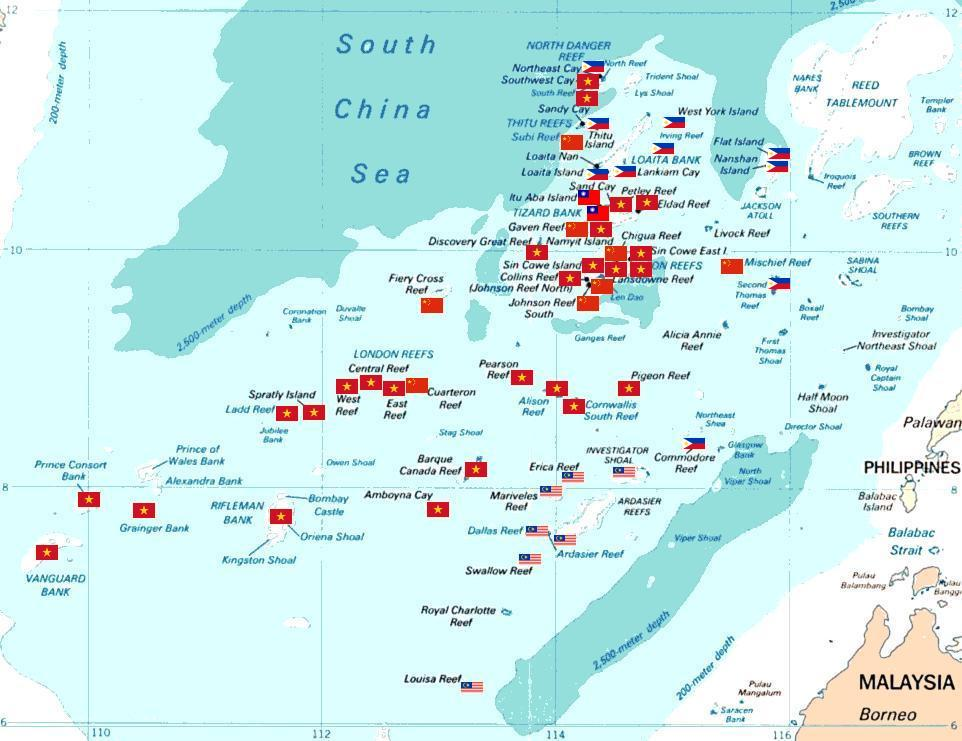
南沙諸島における南シナ海周辺諸国の実効支配状況

東礁（英語：East Reef／East London Reef、ベトナム語：Đá Đông / 𥒥東）は、南沙諸島のロンドン群礁（英語：London Reefs、中国語: 尹庆群礁）東部にある環礁である。東西から南西まで長さ約13キロ、幅約24キロの不連続な環礁である。
1988年からベトナムがこの礁を実効支配しているが、中華人民共和国と中華民国（台湾）も主権を主張している。